# 金鐘民
金 鐘民（キム・ジョンミン、1986年3月30日 - ）は、韓国・大田広域市出身の元プロ野球選手、野球指導者。

## 経歴

### ソウル時代
2009年に申告選手としてソウル・ヒーローズに入団したが、一度も一軍登録されずその年末に放出された。

### 独立リーグ時代
その後は軍服務を終えて独立リーグの高陽ワンダーズに入団。

### KT時代
2013年にKTウィズに入団した。入団後にはしばらくの間スランプを経験した。
2015年は正捕手の張成宇に押されて、多くの試合を出場できなかったが、26試合に出場し、2割台の打率を記録した。
2016年には張成宇が勝負操作事件に関係した違法賭博へ関与し出場停止処分を受けたことで前半の正捕手に昇格。最終的にはシーズン前半の77試合に出場、2割台の打率を記録し、キャリアハイの成績を残した。しかし後半に入るとベテランの尹耀涉などが台頭してきたことで8月4日に1軍エントリーを抹消された。

### NC時代
2017年に姜長山との交換トレードでNCダイノスに移籍した。
しかし2018年は無安打で、NC時代の通算安打数はわずか3本に終わるなど戦力にはならず、10月3日に尹秉昊、姜九成、沈揆範とともに戦力外通告された。

### ハンファ時代
放出後の10月下旬に宮崎県で行われたハンファ・イーグルスの秋季キャンプに合流し、入団テストを受験して合格。12月3日に契約を結んだ。
2019年は10試合に出場。5月31日のSKワイバーンズ戦ではプロ初ホームランを放った。2020年は一軍出場が1試合もなく、シーズン途中の8月18日にウェーバー公示された。その4日後の8月22日にSNS上で現役引退を発表した。

### 現役引退後
2021年から古巣のNCダイノスの二軍バッテリーコーチに就任した。

## 詳細情報

### 年度別打撃成績
| 年 度    | 球 団    | 試 合 | 打 席 | 打 数 | 得 点 | 安 打 | 二 塁 打 | 三 塁 打 | 本 塁 打 | 塁 打 | 打 点 | 盗 塁 | 盗 塁 死 | 犠 打 | 犠 飛 | 四 球 | 敬 遠 | 死 球 | 三 振 | 併 殺 打 | 打 率 | 出 塁 率 | 長 打 率 | O P S |
| -------- | -------- | ----- | ----- | ----- | ----- | ----- | -------- | -------- | -------- | ----- | ----- | ----- | -------- | ----- | ----- | ----- | ----- | ----- | ----- | -------- | ----- | -------- | -------- | ----- |
| 2015     | KT       | 26    | 35    | 32    | 2     | 7     | 0        | 0        | 0        | 7     | 1     | 0     | 1        | 0     | 0     | 2     | 0     | 1     | 3     | 0        | .219  | .286     | .219     | .505  |
| 2016     | KT       | 78    | 217   | 180   | 17    | 44    | 3        | 0        | 0        | 47    | 20    | 0     | 0        | 10    | 3     | 21    | 0     | 3     | 32    | 3        | .244  | .329     | .261     | .590  |
| 2017     | NC       | 22    | 24    | 22    | 2     | 3     | 0        | 0        | 0        | 3     | 1     | 0     | 0        | 0     | 0     | 2     | 0     | 0     | 2     | 1        | .136  | .208     | .136     | .344  |
| 2018     | NC       | 6     | 4     | 4     | 0     | 0     | 0        | 0        | 0        | 0     | 0     | 0     | 0        | 0     | 0     | 0     | 0     | 0     | 1     | 0        | .000  | .000     | .000     | .000  |
| 2019     | ハンファ | 10    | 21    | 20    | 2     | 4     | 0        | 0        | 1        | 7     | 1     | 0     | 0        | 1     | 0     | 0     | 0     | 0     | 7     | 1        | .200  | .200     | .350     | .550  |
| KBO：5年 | KBO：5年 | 142   | 301   | 258   | 23    | 58    | 3        | 0        | 1        | 64    | 23    | 0     | 1        | 11    | 3     | 25    | 0     | 4     | 45    | 5        | .225  | .300     | .248     | .548  |

### 背番号
- 64 （2009年）
- 50 （2014年 - 2017年途中）
- 61 （2017年途中 - 同年終了）
- 44 （2018年）
- 92 （2019年 - 同年途中）
- 47 （2019年途中 - 2020年途中）
- 86 （2021年 - ）